# Leroy Williams
 (juin 2022).
La mise en forme du texte ne suit pas les recommandations de Wikipédia : il faut le « wikifier ».
Les points d'amélioration suivants sont les cas les plus fréquents. Le détail des points à revoir est peut-être précisé sur la page de discussion.
- Les titres sont pré-formatés par le logiciel. Ils ne sont ni en capitales, ni en gras.
- Le texte ne doit pas être écrit en capitales (les noms de famille non plus), ni en gras, ni en italique, ni en « petit »…
- Le gras n'est utilisé que pour surligner le titre de l'article dans l'introduction, une seule fois.
- L'italique est rarement utilisé : mots en langue étrangère, titres d'œuvres, noms de bateaux, etc.
- Les citations ne sont pas en italique mais en corps de texte normal. Elles sont entourées par des guillemets français : « et ».
- Les listes à puces sont à éviter, des paragraphes rédigés étant largement préférés. Les tableaux sont à réserver à la présentation de données structurées (résultats, etc.).
- Les appels de note de bas de page (petits chiffres en exposant, introduits par l'outil «  Source ») sont à placer entre la fin de phrase et le point final[comme ça].
- Les liens internes (vers d'autres articles de Wikipédia) sont à choisir avec parcimonie. Créez des liens vers des articles approfondissant le sujet. Les termes génériques sans rapport avec le sujet sont à éviter, ainsi que les répétitions de liens vers un même terme.
- Les liens externes sont à placer uniquement dans une section « Liens externes », à la fin de l'article. Ces liens sont à choisir avec parcimonie suivant les règles définies. Si un lien sert de source à l'article, son insertion dans le texte est à faire par les notes de bas de page.
- La présentation des références doit suivre les conventions bibliographiques. Il est recommandé d'utiliser les modèles {{Ouvrage}}, {{Chapitre}}, {{Article}}, {{Lien web}} et/ou {{Bibliographie}}. Le mode d'édition visuel peut mettre en forme automatiquement les références.
- Insérer une infobox (cadre d'informations à droite) n'est pas obligatoire pour parachever la mise en page.

Pour une aide détaillée, merci de consulter Aide:Wikification.
Si vous pensez que ces points ont été résolus, vous pouvez retirer ce bandeau et améliorer la mise en forme d'un autre article.
 (novembre 2023).
Si vous disposez d'ouvrages ou d'articles de référence ou si vous connaissez des sites web de qualité traitant du thème abordé ici, merci de compléter l'article en donnant les références utiles à sa vérifiabilité et en les liant à la section « Notes et références ».
En pratique : Quelles sources sont attendues ? Comment ajouter mes sources ?
 (juin 2022).
 (juin 2022).
Le contenu est difficilement compréhensible vu les erreurs de traduction, qui sont peut-être dues à l'utilisation d'un logiciel de traduction automatique.
Pour les articles homonymes, voir Williams.
Leroy Williams,  né le 3 février 1941 à Chicago et décédé le 1er juin 2022, est un batteur américain surtout connu pour son activité dans le jazz,.

## Biographie
Leroy Williams commence à jouer de la batterie durant son adolescence dans les années 1950. De 1959 jusqu'au milieu des années 1960, il joue avec la chanteuse Judy Roberts[réf. nécessaire]. Il déménage ensuite à New York où il joue avec Booker Ervin en 1967. En 1968, il joue avec Sonny Rollins, Archie Shepp et Clifford Jordan. En 1969, il commence à jouer avec Barry Harris, avec lequel il collabore souvent. En 1970, il joue avec Hank Mobley, Wilbur Ware et Thelonious Monk, avec qui il part au Japon. Dans les années suivantes, il jouera également avec Yusef Lateef, Ray Bryant, Charles McPherson, Stan Getz, Andrew Hill, Sonny Stitt, Junior Cook, Al Cohn, Buddy Tate et Bob Wilber.
Dans les années 1980, Williams jouera en tant que musicien de studio avec Talk Talk, Level 42, Art Davis, Barry Harris, Tommy Flanagan, Steve Turre et Bill Hardman. C'est dans les années 1990 qu'il se produira avec Anthony Braxton, Lee Konitz, Ralph Lalama et Pete Malinverni.
Il a été membre du groupe El Mollenium avec Roni Ben-Hur, Bertha Hope et Walter Booker. Williams a aussi enregistré avec Rodney Kendrick, Roy Hargrove et Justin Roberson.

## Discographie

### Comme sideman

#### AvecPepper Adams
- The Master... (Muse, 1980)

#### AvecAnthony Braxton
- 9 Standards (Quartet) 1993 (Leo, 1993)

#### AvecAl Cohn
- Al Cohn's America (Xanadu, 1976)

#### AvecJunior Cook
- Pressure Cooker (Catalyst, 1977)
- Good Cookin' (Muse, 1979)
- The Place to Be (SteepleChase, 1988)
- On a Misty Night (SteepleChase, 1989)

#### Avec Ted Dunbar
- Opening Remarks (Xanadu, 1978)

#### AvecSlide Hampton
- World of Trombones (West 54, 1979)

#### AvecBill Hardman
- Focus (1980 [1984])
- Politely (Muse, 1981 [1982])
- What's Up (SteepleChase, 1989)

#### AvecBarry Harris
- Magnificent! (Prestige, 1969)
- Vicissitudes (MPS, 1972)
- Barry Harris Plays Tadd Dameron (Xanadu, 1975)
- Live in Tokyo (Xanadu, 1976)
- Barry Harris Plays Barry Harris (Xanadu, 1978)
- For the Moment (Uptown, 1985)

#### AvecAndrew Hill
- Blue Black (East Wind, 1975)
- Divine Revelation (Steeplechase, 1975)

#### AvecLee Konitz
- Lullaby of Birdland (Candid, 1991 [1994])

#### Avec Samuel Lerner
- Zombi(e)bop (Black & Blue, 2014)

#### AvecCharles McPherson
- Charles McPherson (Mainstream, 1971)
- Siku Ya Bibi (Day of the Lady) (Mainstream, 1972)
- Beautiful! (en) (Xanadu, 1975)
- Live in Tokyo (Xanadu, 1976)

#### AvecHank Mobley
- Thinking of Home (Blue Note, 1970)

#### Avec Frank Morgan
- Bop! (Telarc, 1997)

#### AvecJohn Patton
- Accent on the Blues (Blue Note, 1969)
- Memphis to New York Spirit (Blue Note, 1969-70 [1996])

#### AvecJimmy Raney
- Live in Tokyo (Xanadu, 1976)

#### AvecRed Rodney
- Home Free (Muse, 1977 [1979])

#### AvecSonny Stitt
- My Buddy: Sonny Stitt Plays for Gene Ammons (Muse, 1975)

#### AvecWarren Vaché
- The Warren Vache Quintet Remembers Benny Carter (Arbors, 2015)

#### Avec Doug Lawrence
- Soul Carnival (Fable, 1997)

#### AvecRyo Fukui
- In New York (1999)